# Бомбаши у Народноослободилачком рату
Бомбаши у Народноослободилачком рату су били борци добровољци, углавном чланови Комунистичке партије Југославије и СКОЈ-а, организовани у свим деловима оружаних снага Народноослободилачког покрета и обучени за извршавање борбених задатака ручним бомбама. У условима бројчане и техничке надмоћи непријатеља, они су својим учинком замењивали ватру минобацача и артиљерије, нарочити у првој години рата.
У саставу ударних група на окупираној територији нападали су непријатељску живу силу и технику. У Нишу су 2. августа 1941. године напали немачке официре у хотелу „Парк“, у Загребу 4. августа 1941. су ранили 28 усташа, у Сплит 9. новембра 1941 24 италијанска војника и официра. Сличне акције су извели и у другим градовима и местима.
У јединицама су деловали стално у свим борбама, нарочито у нападу на насељена места, на непријатељске отпорне тачке, тенкове и у пробојима обруча. Непријатељским положајима прилазили су прикривено, са ватреном заштитом или без ње, нападали из кратког одстојања или непосредно, бацали бомбе и уништавали или неутралисали непријатеља. Бомбе су убацивали кроз пушкарнице, прозоре, врата, отворе на крову, низ степеништа зграда. Познато је њихово дејство у нападу и борбама за Беране, Љиг и Крупањ, 1941. године; Ливно, 1942. године; Бијељину, Тузлу, Гарешницу и Бањалуку.
У нападима ноћу у групама од 5 до 10 бораца, кретали су испред јединица и изненада ударали на најјаче делове непријатељске одбране те омогућавали успех целе акције. Деловали су у пробоју из окружења, као у бици на Козари 1942. године и бици на Сутјесци 1943. године, нарочито на Љубином гробу и Барама. При походу у Штајерску група официра бомбаша 14. дивизије НОВЈ пробила је 1944. обруч Немаца у рејону Свети Дух. При форсирању Неретве, за време Четврте непријатељске офанзиве, 7/8. марта 1943. године, бомбашка је група прешла реку, ликвидирала непријатеља и створила почетни мостобран.
Смелим и изненадним дејством заузимали су артиљерију (Козара у јуну 1942, Тузла у октобру 1943. и јануару 1944). Деловали су у свим заседама, нарочито против моторизованих колона и у препадима. Често су извршавали задатке артиљеријске припреме, пратеће артиљерије и оруђа за непосредно гађање.
Масовна појава бомбаша резултат је народноослободилачког и револуционарног карактера НОР-а и његових оружаних снага. Зато се обуци бомбаша поклањала посебна пажња. Врховни командант НОВ И ПОЈ Јосип Броз Тито је у октобру 1941. године у Плану наставе, „Упутства како се држи — брани ослобођени териториј“ и „Упутства како се осваја и ослобађа насељено место“ обрадио питање обуке и употребе бомбашког одељења.
У свим радионицама НОП-а током целог НОР-а производиле су се ручне бомбе. Својом ванредном храброшћу, и свешћу, бомбаши су стекли велики углед у јединицама и народу. Многи су међу њима проглашени народним херојима Југославије.